# Campylodoniscus
Campylodoniscus là một chi khủng long, được Kuhn mô tả khoa học năm 1961.